# Il Covile
Il Covile est une revue italienne culturelle,, dirigée à Florence par Stefano Borselli. Elle a été lancée sur internet en tant que lettre d'information en 2001 ; c'est en septembre 2009 qu'elle a constitué sa propre rédaction avec, entre autres, des collaborations internationales.
Les valeurs au cœur de la revue sont inspirées par la « forme catholique » schmittienne, par la pensée conservatrice contemporaine (MacIntyre, Scruton) et le marxisme de la seconde moitié du XXe siècle (Cesarano, Camatte, Debord, Tronti).
Il Covile se distingue par son style typographique, notamment l'en-tête et les polices d'écriture qui ont été créés par William Morris et par Igino Marini, et les pages qui sont normalement décorées par des vignettes d'époque baroque.

## Thèmes
La revue s'oppose à la dérive nihiliste de la modernité, au nom de l'« Épiméthée chrétien » évoqué par Konrad Weiß, Carl Schmitt et Ivan Illich.
Les thèmes abordés par la revue sont multiples et variés; ils peuvent concerner l'architecture et l'urbanistique (v. Christopher Alexander, Léon Krier, Nikos Salingaros), la critique du système de l'art contemporain AC (v. Jean Clair, Marc Fumaroli e Aude De Kerros), la poésie en rime, le débat sur l'identité masculine (contre les théories du Gender) ou encore les racines judéo-chrétiennes de la civilisation occidentale. La revue s'occupe souvent aussi de culture matérielle, artisanat et typographie.

## Redaction
- Francesco Borselli
- Riccardo De Benedetti
- Aude De Kerros
- Pietro De Marco
- Armando Ermini
- Luciano Funari
- Giuseppe Ghini
- Ciro Lomonte
- Roberto Manfredini
- Ettore Maria Mazzola
- Alzek Misheff
- Pietro Pagliardini
- Almanacco romano
- Gabriella Rouf
- Nikos Salingaros
- Andrea Sciffo
- Stefano Serafini
- Stefano Silvestri
- Massimo Zaratin